# Silver Spurs
Silver Spurs er en amerikansk stumfilm fra 1922 af Henry McCarty og Leo Meehan.

## Medvirkende
- Lester Cuneo som Craig Hamilton
- Lillian Ward som Rosario del Camarillo
- Bert Sprotte som  Juan von Rolf
- Zalla Zarana som Carmencita
- Clark Comstock som White Cloud
- Evelyn Selbie som Tehama
- Lafe McKee som Jerry Regan